# Alliopsis obesa
Alliopsis obesa är en tvåvingeart som beskrevs av Malloch 1919. Alliopsis obesa ingår i släktet Alliopsis och familjen blomsterflugor. Arten är reproducerande i Sverige. Inga underarter finns listade i Catalogue of Life.